# Guerra franca (420-421)
La guerra franca dels anys 420 i 421 va ser un conflicte bèl·lic ocorregut a l'Imperi Romà d'Occident. Va enfrontar als francs contra un exèrcit imperial dirigit per Castí.

## Antecedents
Els francs havien actuat com a aliats de l'Imperi romà des dels acords que Valentinià va arribar amb ells durant el seu govern. Aquests van ser mantinguts i renovats de manera sistemàtica pels seus successors fins ben entrat el govern d'Honori i gràcies a ells, soldats d'aquest poble van ingressar a l'exèrcit imperial el que va possibilitar que diversos militars francs fessin carreres importants dins seu. Durant la guerra civil que va enfrontar —entre 406 i 411— a Constantí de Britània contra Honori i la posterior protagonitzada —entre 411 i 413— per Joví, es van alinear al bàndol d'aquests en ser l'autoritat romana més propera a ells el que va haver de danyar la bona relació que havia existit amb el govern de Ravenna en les dècades anteriors. La repressió que van dur a terme els militars d'Honori després d'acabar amb Joví, en la qual van executar al rei franc Teodomir i a la seva mare Ascila, no va fer sinó empitjorar-la i va portar que els francs prenguessin i saquegessin la ciutat d'Augusta Treverorum (Trèveris) com a venjança. Després de la finalització de la guerra contra els visigots en 416, Flavi Constanci va reorganitzar la Gàl·lia i va restaurar la frontera amb els francs al Rin de tal manera que els punts de desembarcament romans a la riba dreta del riu davant de Germania Primera van tornar a estar controlats per l'Imperi.

## Desenvolupament
Tot i la restauració de la frontera aconseguida el 416, el traspàs d'unitats frontereres limitanei a l'exèrcit de camp per suplir les baixes sofertes durant les guerres anteriors, va haver de reduir significativament la quantitat de militars romans al costat del Rin. Això va ser aprofitat pels francs i l'any 419, van tornar a travessar el Rin mitjà tal com havien fet sis anys abans, el 413. Van saquejar les poblacions prop del riu i es van dirigir a Augusta Treverorum que van posar sota setge.
Quan les notícies van arribar al govern imperial a Ravenna es va organitzar un exèrcit i es va posar al comandament del comes domesticorum qui, en aquest moment, era Castí. Aquest va travessar els Alps el 420 i es va dirigir cap al nord de la Gàl·lia per alliberar la ciutat i fer front als francs encara que no va poder arribar a temps, ja que, mentrestant, aquests havien aconseguit entrar-hi i saquejar-la. D'una manera o altra, les tropes imperials van aconseguir recuperar la ciutat i expulsar els invasors que van perseguir fins que els seus supervivents van tornar a travessar el riu per arribar al seu territori. No van poder, no obstant això, continuar amb la seva campanya en territori franc, ja que el govern de Ravenna necessitava les tropes: el rebuig per Teodosi II de l'elevació a coemperador de Flavi Constanci va portar que aquest planegés una campanya contra l'Imperi oriental; a més, els vàndals havien començat a saquejar la província de Bètica i era necessari enviar un exèrcit allí per a parar-los. Castí va tornar de pressa amb les seves tropes a Ravenna on va arribar en 421 o a inicis de 422.

## Conseqüències i esdeveniments posteriors
La campanya de Castí va haver de ser brillant, ja que li va valer l'ascens al càrrec de magister militum i va quedar com a comandant suprem de l'exèrcit. La mort de Flavi Constanci al setembre de 421, per la seva banda, va fer cancel·lar la campanya contra l'Imperi oriental i les tropes es van enviar a Hispània al comandament de Castí per fer front als vàndals.
La presència militar romana al Rin no es va reforçar significativament, cosa que va permetre que, pocs anys més tard, en 424 o 425 i aprofitant una altra nova guerra civil romana, els francs tornessin a travessar el riu i prenguessin el control de la província de Germania Secunda.